# Marietta (film)
Marietta (engelska: Naughty Marietta) är en amerikansk romantisk musikalfilm från 1935 i regi av Robert Z. Leonard och W. S. Van Dyke. Filmen är baserad på Victor Herberts operett Naughty Marietta från 1910. I huvudrollerna ses Jeanette MacDonald och Nelson Eddy. År 2003 valdes filmen ut för att bevaras i National Film Registry av USA:s kongressbibliotek då den anses vara ”kulturellt, historiskt eller estetiskt betydelsefull”.

## Rollista i urval
- Jeanette MacDonald – Prinsessan Marie de Namour de la Bonfain (Marietta Franini)
- Nelson Eddy – Kapten Richard Warrington
- Frank Morgan – Guvernör Gaspard d'Annard
- Elsa Lanchester – Madame d'Annard
- Douglas Dumbrille – Prins de Namour de la Bonfain
- Cecilia Parker – Julie
- Walter Kingsford – Don Carlos de Braganza
- Joseph Cawthorne – Herr Schumann
- Greta Meyer – Frau Schumann
- Akim Tamiroff – Rudolpho
- Harold Huber – Abraham "Abe"
- Edward Brophy – Ezekial "Zeke" Cramer
- Helen Shipman – tjänare till prins de Namour de la Bonfain
- Adriana Caselotti – Dancing Doll
- Raymond Massey – Pirat (ej krediterad)